# Platylobium triangulare
Platylobium triangulare är en ärtväxtart som beskrevs av Robert Brown. Platylobium triangulare ingår i släktet Platylobium och familjen ärtväxter. Inga underarter finns listade i Catalogue of Life.